# Federación Canaria de Municipios
La Federación Canaria de Municipios es la agrupación de todos los municipios de Canarias (España) con el fin de defender, proteger y promocionar sus intereses comunes. Pertenece a la Federación Española de Municipios y Provincias, a la Sección Española del Consejo de Municipios y Regiones de Europa y a la Confederación de Municipios Ultraperiféricos.
Su actual presidente es el alcalde de Alajeró, Manuel R. Plasencia Barroso, y sus vicepresidentes Francisco Eulogio Linares García, Oscar Ramón Hernández Suárez, Ignacio Rodríguez Jorge y Hipólito Alejandro Suárez Nuez, alcaldes de La Orotava, Agüimes, La Matanza de Acentejo y Moya respectivamente. 
La federación cuenta con sedes en La Palma, Gran Canaria y Tenerife. Su principal órgano de gobierno es la Asamblea General, que según sus estatutos, está compuesta por los alcaldes de los municipios adheridos. 
Para su representación, la FECAM cuenta con un Comité Ejecutivo compuesto por el presidente, cuatro vicepresidentes y catorce vocales.

## Organización

### Estructura
- Órganos de gobierno y representación
  - Asamblea General
  - Comité ejecutivo
  - Presidente
  - Vicepresidentes
  - Comisionados insulares
- Órganos consultivos y de colaboración
  - Comisiones insulares
  - Comisiones sectoriales
- Órganos de gestión administrativa
  - Secretaría general
  - Intervención
- Órganos externos

### Departamentos
- Secretaría General 
  - Asuntos Generales
  - Jurídico
- Desarrollo de La Organización y Planificación de La Formación. 
  - Desarrollo de La Organización
  - Planificación de La Formación
- Estudios Económicos.
- Intervención. 
  - Gestión Presupuestaria
- Informática e Infraestructuras.
- Planificación y Sostenibilidad. 
  - Asuntos Europeos y Cooperación internacional
  - Medio Ambiente

## Municipios miembros
Como se indica en el encabezado del artículo, la federación está integrada por la totalidad de los municipios de la comunidad autónoma de Canarias, que aparecen en la siguiente lista:
- El Hierro: Frontera, Valverde, El Pinar
- Gran Canaria: Agaete, Agüimes, La Aldea de San Nicolás, Artenara, Arucas, Firgas, Gáldar, Ingenio, Mogán, Moya, Las Palmas de Gran Canaria, San Bartolomé de Tirajana, Santa Brígida, Santa Lucía de Tirajana, Santa María de Guía de Gran Canaria, Tejeda, Telde, Teror, Valleseco, Valsequillo de Gran Canaria, Vega de San Mateo
- Fuerteventura: Antigua, Betancuria, La Oliva, Pájara, Puerto del Rosario, Tuineje
- La Gomera: Agulo, Alajeró, Hermigua, San Sebastián de la Gomera, Vallehermoso, Valle Gran Rey
- La Palma: Barlovento, Breña Alta, Breña Baja, Fuencaliente, Garafía, Los Llanos de Aridane, El Paso, Puntagorda, Puntallana, San Andrés y Sauces, Santa Cruz de La Palma, Tazacorte, Tijarafe, Villa de Mazo
- Lanzarote: Arrecife, Haría, San Bartolomé, Teguise, Tías, Tinajo, Yaiza
- Tenerife: Adeje, Arafo, Arico, Arona, Buenavista del Norte, Candelaria, El Rosario, El Sauzal, El Tanque, Fasnia, Garachico, Granadilla de Abona, Guía de Isora, Güímar, Icod de los Vinos, La Guancha, La Matanza de Acentejo, La Orotava, La Victoria de Acentejo, Los Realejos, Los Silos, Puerto de la Cruz, San Cristóbal de La Laguna, San Juan de la Rambla, San Miguel de Abona, Santa Cruz de Tenerife, Santa Úrsula, Santiago del Teide, Tacoronte, Tegueste, Vilaflor